# Boltanya
Boltanya (en aragonès Boltanya i en castellà Boltaña) és un municipi situat al nord de la província d'Osca, a l'Aragó i pertanyent a la comarca del Sobrarb. És la capital tant del partit judicial del seu mateix nom com de la comarca del Sobrarb (en aquest cas, amb capitalitat compartida amb L'Aïnsa).
Està ubicada a la vall de Broto, en un pendent d'una muntanya coronada pel Castell de Boltanya, que va ser propietat dels comtes de Sobrarb, avui en estat de ruïna.

## Geografia
Boltanya està situada a la vall del riu Ara, un afluent del riu Cinca, i el seu terme municipal afronta pel nord amb el de Fanlo, per l'est amb el de l'Aïnsa, pel sud amb els de l'Aïnsa i Bierge, i per l'oest amb Samianigo i Fiscal.
El seu terme municipal està format per un extens conjunt de petites localitats: 
- Moriello de Sampietro. Llogaret situat a 984 metres d'altitud. La seua població era de 4 habitants l'any 1991.[2]
- Ascaso. La seua despoblació sembla un fet irreversible. L'any 1991 quedaven només 4 habitants.[3]
- Santa María.
- San Fertús.
- Seso. L'any 1991 hi havia 3 habitants.[4]
- Silves Alto. Ermita romànica de Sant Bartolomé.[5]
- Silves Bajo. Queda el temple romànic de Santa Eulàlia d'una nau i edificat cap a orient. Conserva l'absis semicircular. Posteriorment es va alçar una torre.[6]
- Aguilar. Despoblat situat a 10 quilòmetres de Boltanya. Queda al llogaret l'ermita romànica de Sant Miquel.[7]
- Espierlo.
- Margudgued.
- Sieste. Celebra festes l'1 i el 18 d'agost. Està situat a 716 metres d'altitud. L'any 1991 hi havia 17 habitants.[8]
- Campodarbe. Està situat a 1.065 metres d'altitud. L'any 1991 hi havia 12 habitants.[9]
- San Martín.
- San Belián.
- Morcat.
- El Pueyo de Morcat.
- Matidero.
- Torrolluala del Obico.
- Torrolluala de la Plana.
- Bibán i Alastrué.

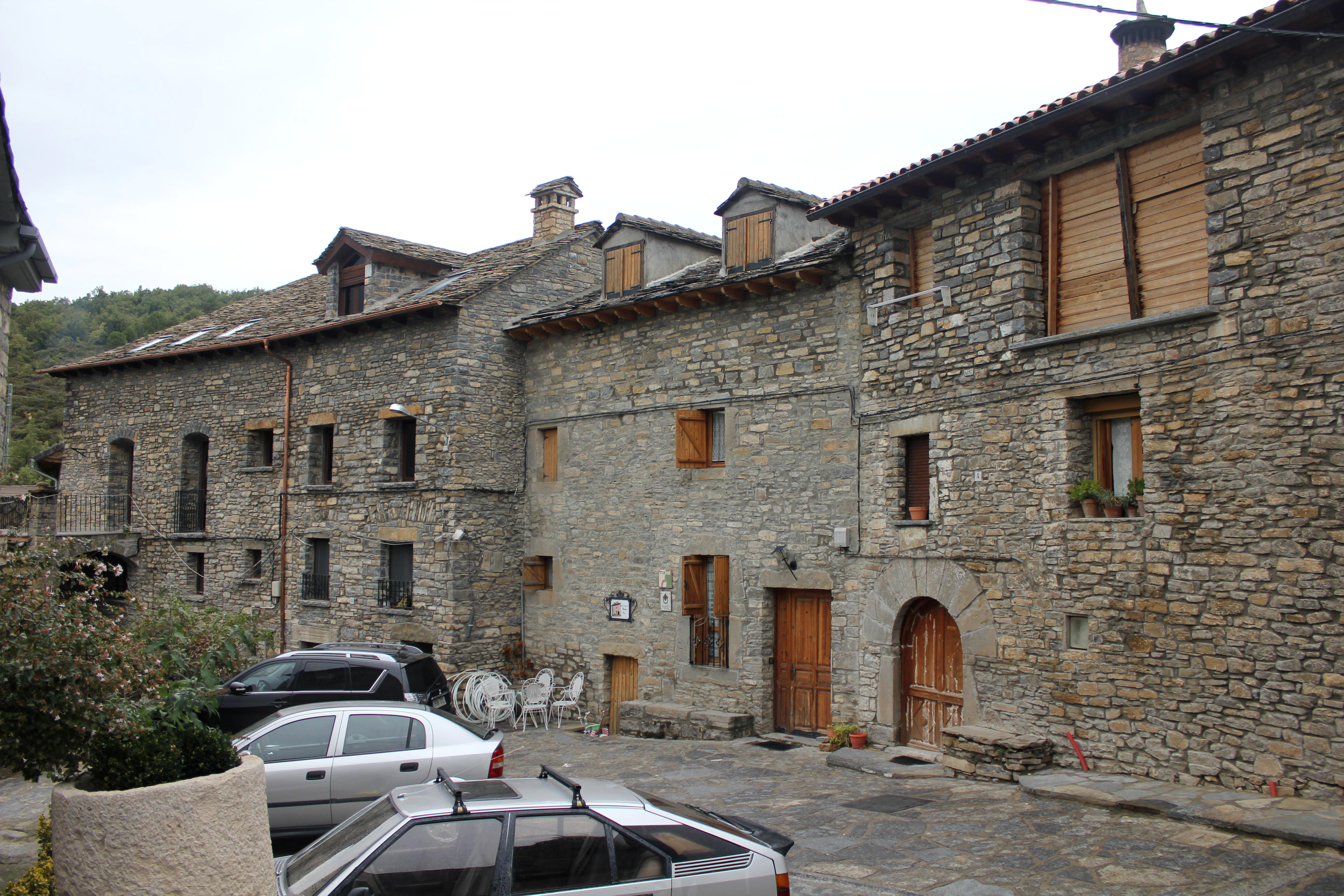
Sieste
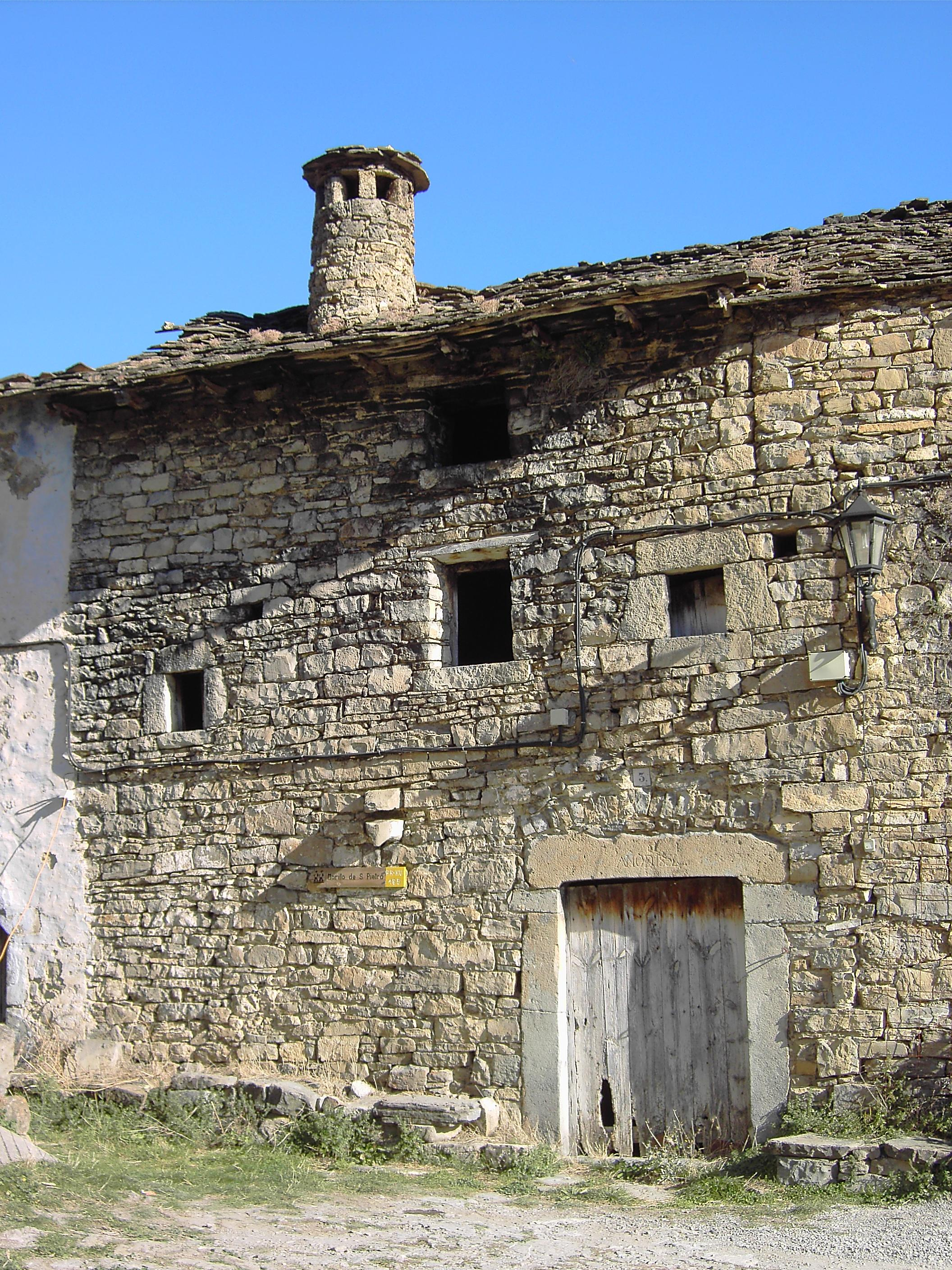
Ascaso
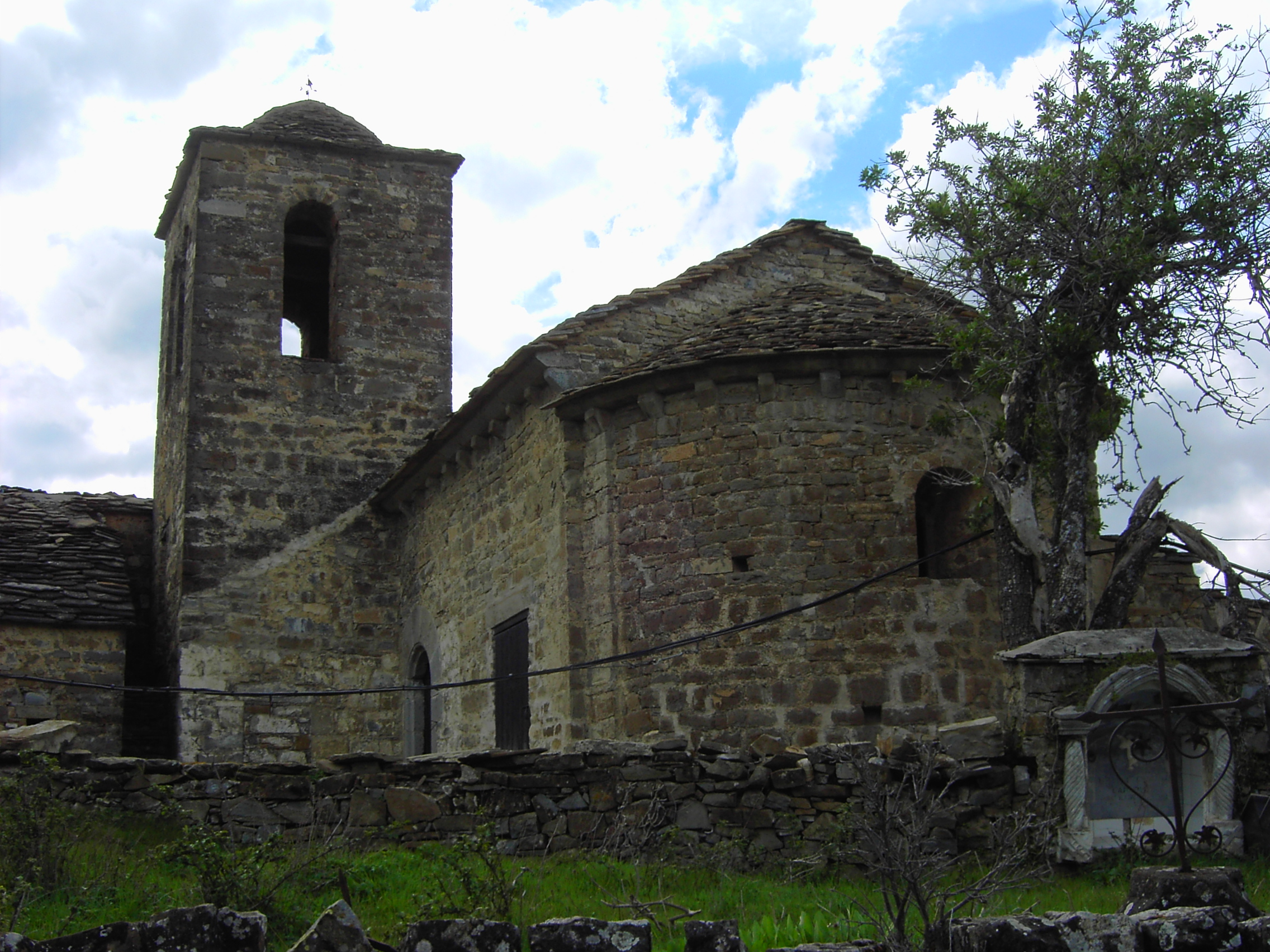
Moriello de Sampietro

## Administració
| Legislatura | Nom                  | Grup |
| ----------- | -------------------- | ---- |
| 1979-1983   |                      |      |
| 1983-1987   |                      |      |
| 1987-1991   |                      |      |
| 1991-1995   |                      |      |
| 1995-1999   |                      |      |
| 1999-2003   |                      |      |
| 2003-2007   | José Manuel Salamero | PSOE |
| 2007-2011   | José Manuel Salamero | PSOE |

## Història
A l'arribada al territori dels romans, la vila era la capital de l'anomenada Boletania, la qual cosa sembla l'antecedent etimològic del nom actual. Tanmateix, el nucli de població es trobava al pas entre l'actual castell de Boltanya i el riu Ara, rebent dels romans el nom de Municipium Boletanum.
El castell és d'origen àrab, situat al cim de l'anomenada muntanya de San Martín, i la seva existència està testificada ja en el regnat de Sancho Ramírez d'Aragó, que va confiar la seva custòdia a Jimeno Garcés per fer front a les incursions musulmanes en el Sobrarb.
Abans de la conquesta cristiana, Boltanya era únicament una fortalesa des de la qual els musulmans impedien l'avenç cristià per la conca del riu Ara, i es té constància de què Abd al-Rahman III va nomenar com a governador del lloc a Amrus ibn Muhammad. Es desconeix la data exacta en la qual va tenir lloc la conquesta cristiana, però se sap que l'any 941 el rei de Pamplona García Sánchez I de Navarra comptava a la vila de Boltanya entre les seves possessions.
En el segle xi, durant el regnat de Sanç III de Navarra, la plaça de Boltanya va estar a càrrec sota el nebot Jimeno Garcés (des de 1028 fins a 1031); i de Sancho Galíndez entre 1036 i 1080, sota el regnat de Ramir I d'Aragó. Això ens dona una idea de la importància estratègica que en aquells moments tenia Boltanya.
Durant el segle xii, a diferència de l'esdevingut durant el segle anterior, Boltanya perd importància en favor d'Aïnsa, que ja havia estat conquerida pel regne d'Aragó, especialment després de la concessió a la mateixa d'una carta de poblament el 1124 per part del rei Alfons I d'Aragó, El Batallador. Durant els segles posteriors, es va accentuar el procés de constant decadència de Boltanya davant Aínsa, fins al punt que va arribar un moment en què, jurídicament, Boltanya va passar a ser considerada una mera dependència o llogarret d'Aínsa durant el segle XIV, quan Pere el Cerimoniós concedeix unir Boltanya a l'Aïnsa l'any 1383.
El 1430 es va concedir el senyoria de Boltanya a Juan de Bardají, però després de l'oposició dels infançons del lloc el rei Alfons V d'Aragó va revocar la concessió i els drets van revertir a la Corona d'Aragó.

## Patrimoni cultural
- Castell de Boltanya, d'origen musulmà conegut popularment com el castell dels comtes de Sobrarb, i que té la peculiaritat de posseir una torre de l'homenatge de planta hexagonal. Està catalogat com a Bé d'interès cultural d'Aragó.[11]
- L'església (antiga Col·legiata de Sant Pere) és d'estil gòtic amb elements renaixentistes, del segle xvi.[12] Queda un crismó antic que verifica un possible antic temple romànic.[13]
- Plaça major, dotada d'amplis porxos.
- Pont als afores, sobre el riu Ara, d'estil romànic.[14]
- Monestir del Carme, rehabilitat com a hotel balneari.[15]
- Biblioteca municipal, la més antiga del Pirineu aragonès, i posseïdora dels índexs de lectura més alts d'Aragón.[16]

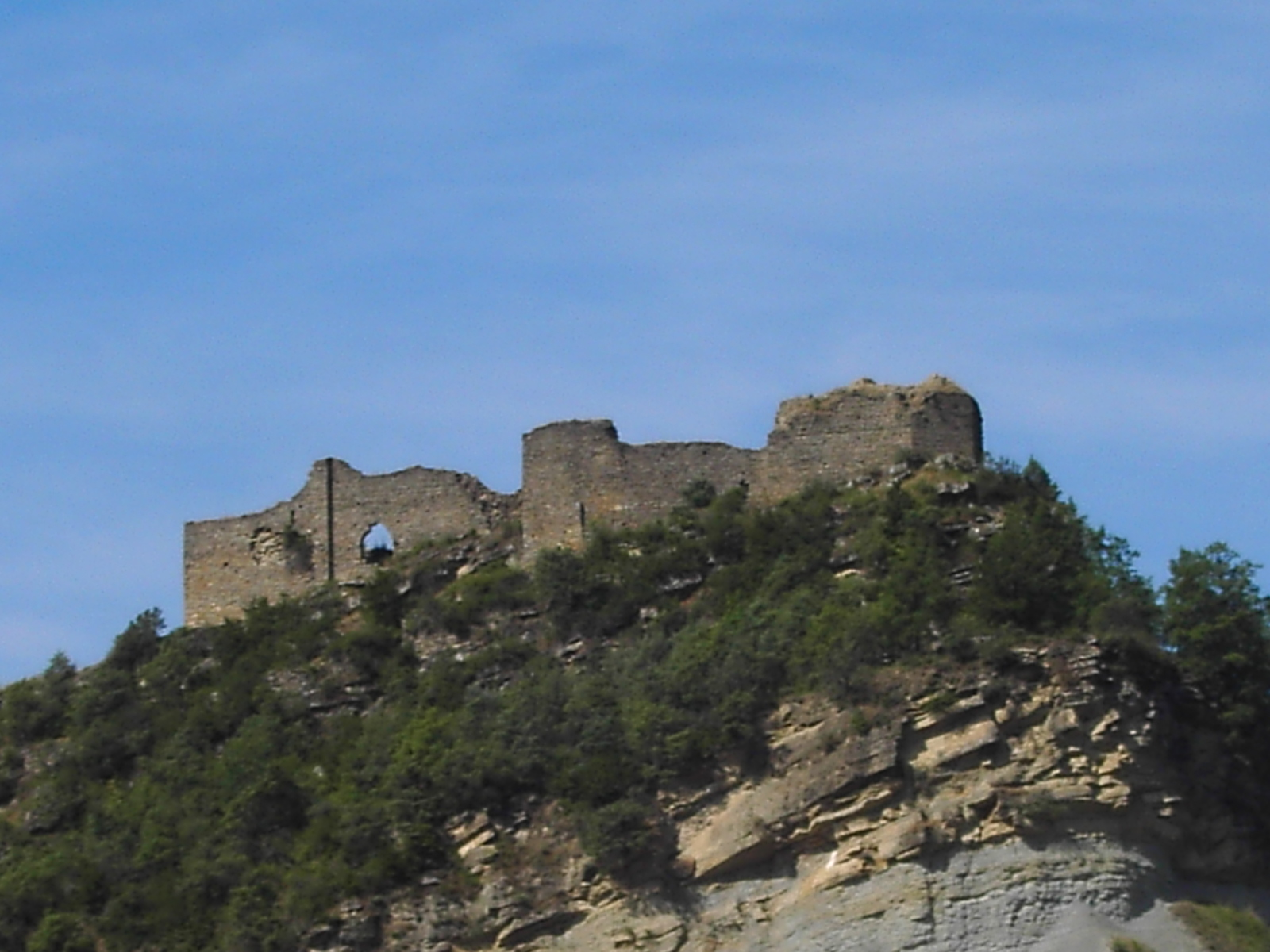
Vista del castell de Boltanya des del barranc de Cañimás
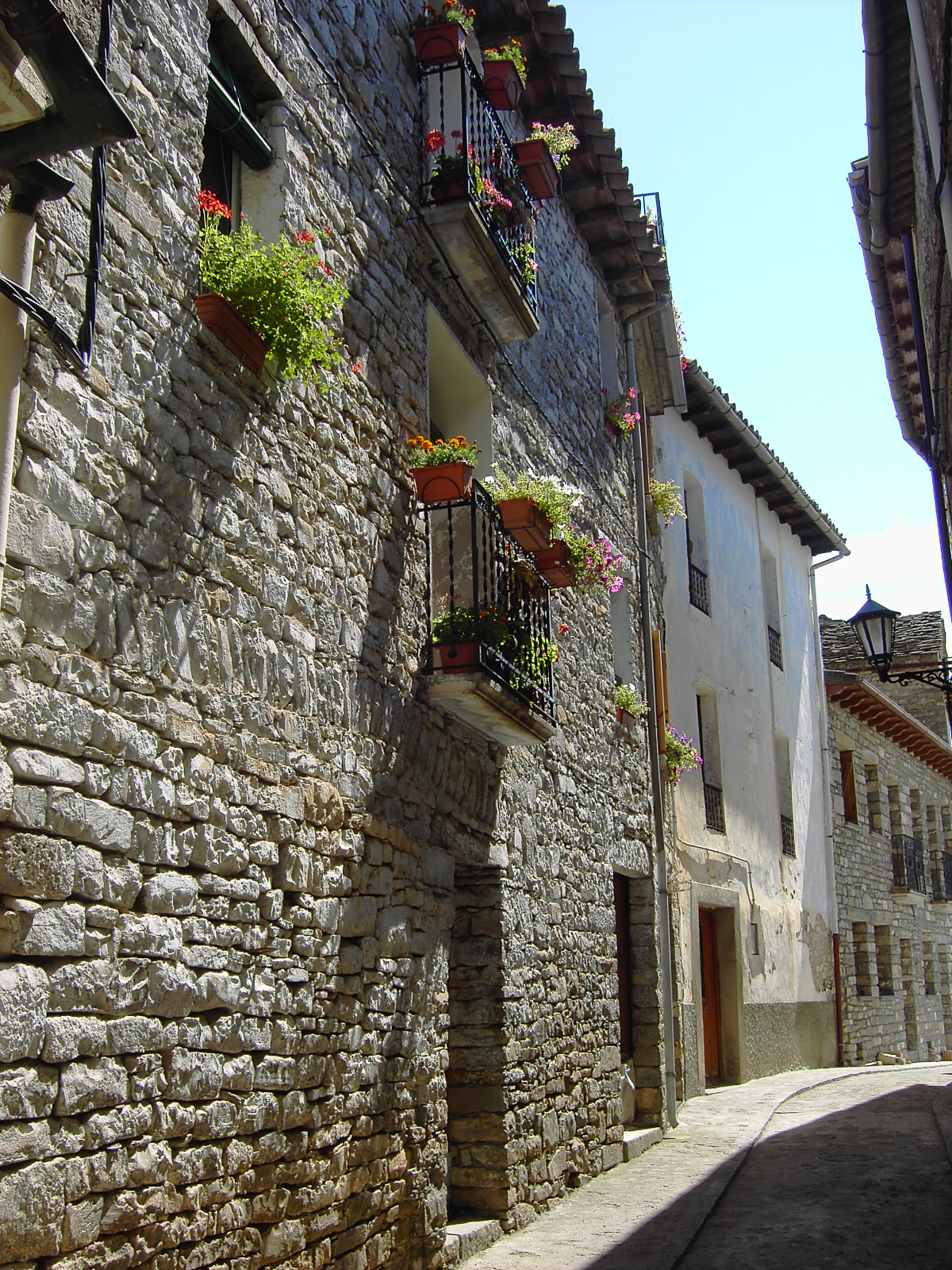
Carrer al nucli antic de Boltanya
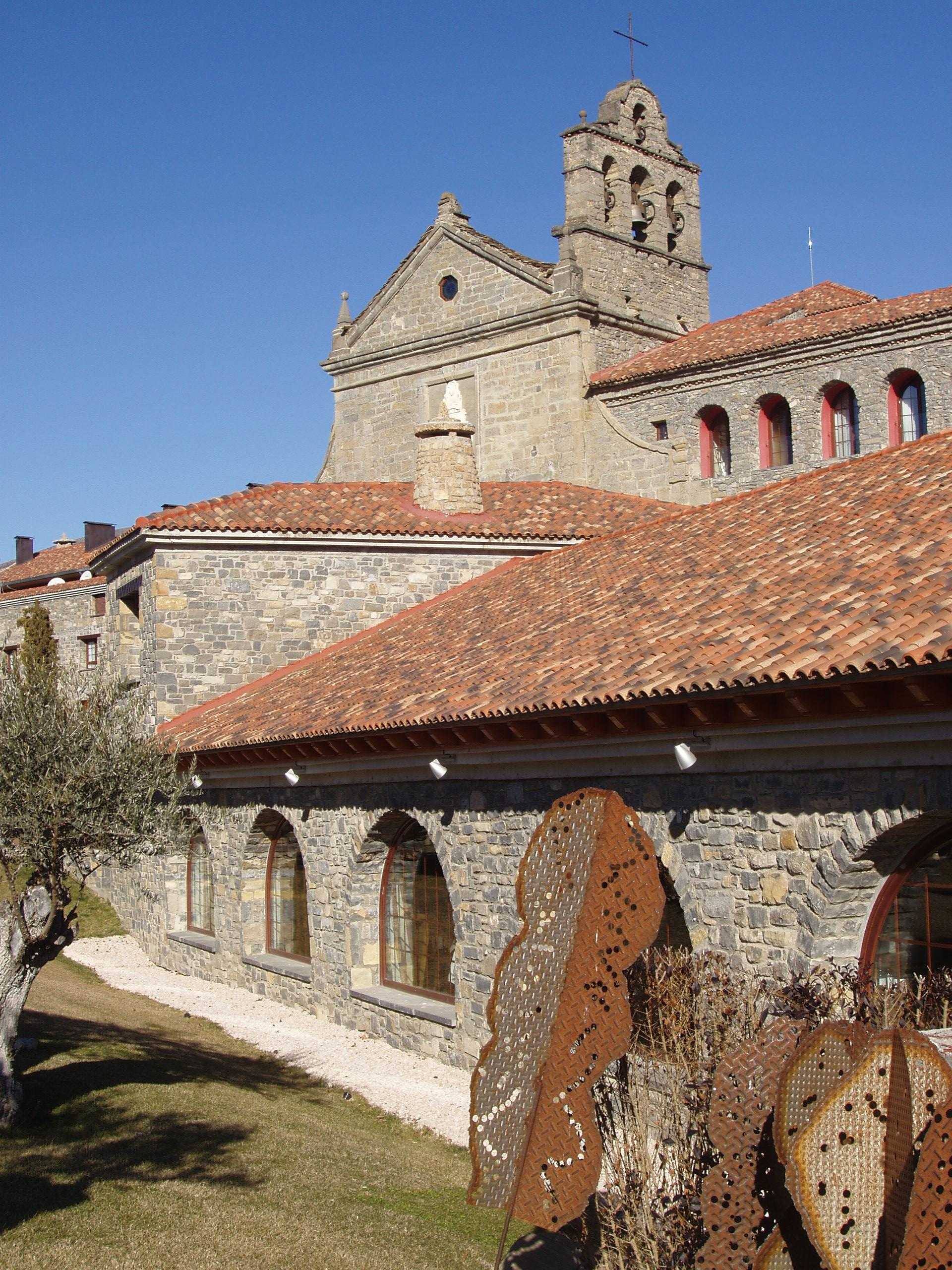
Monestir (actualment Hotel)
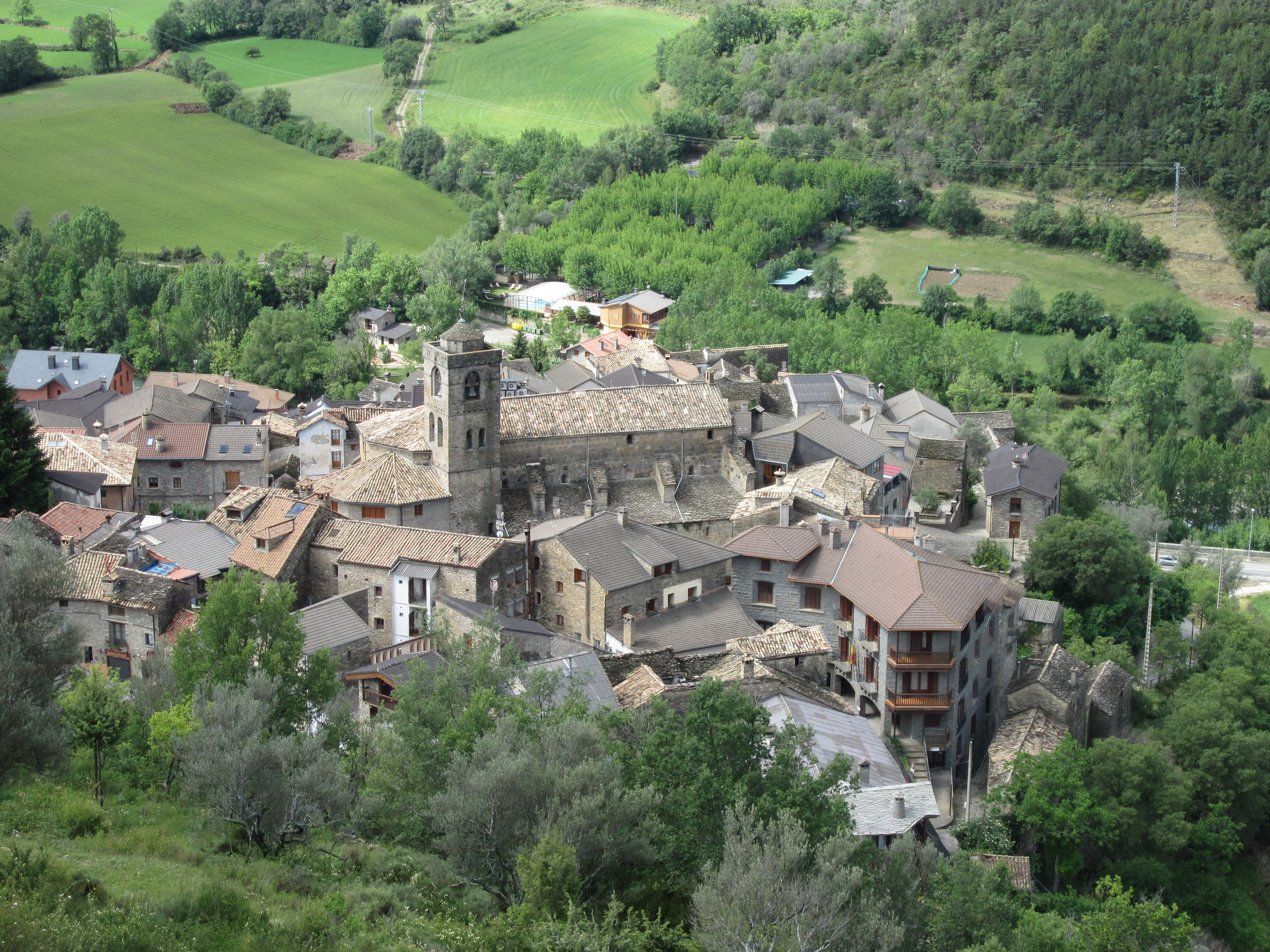
Boltanya
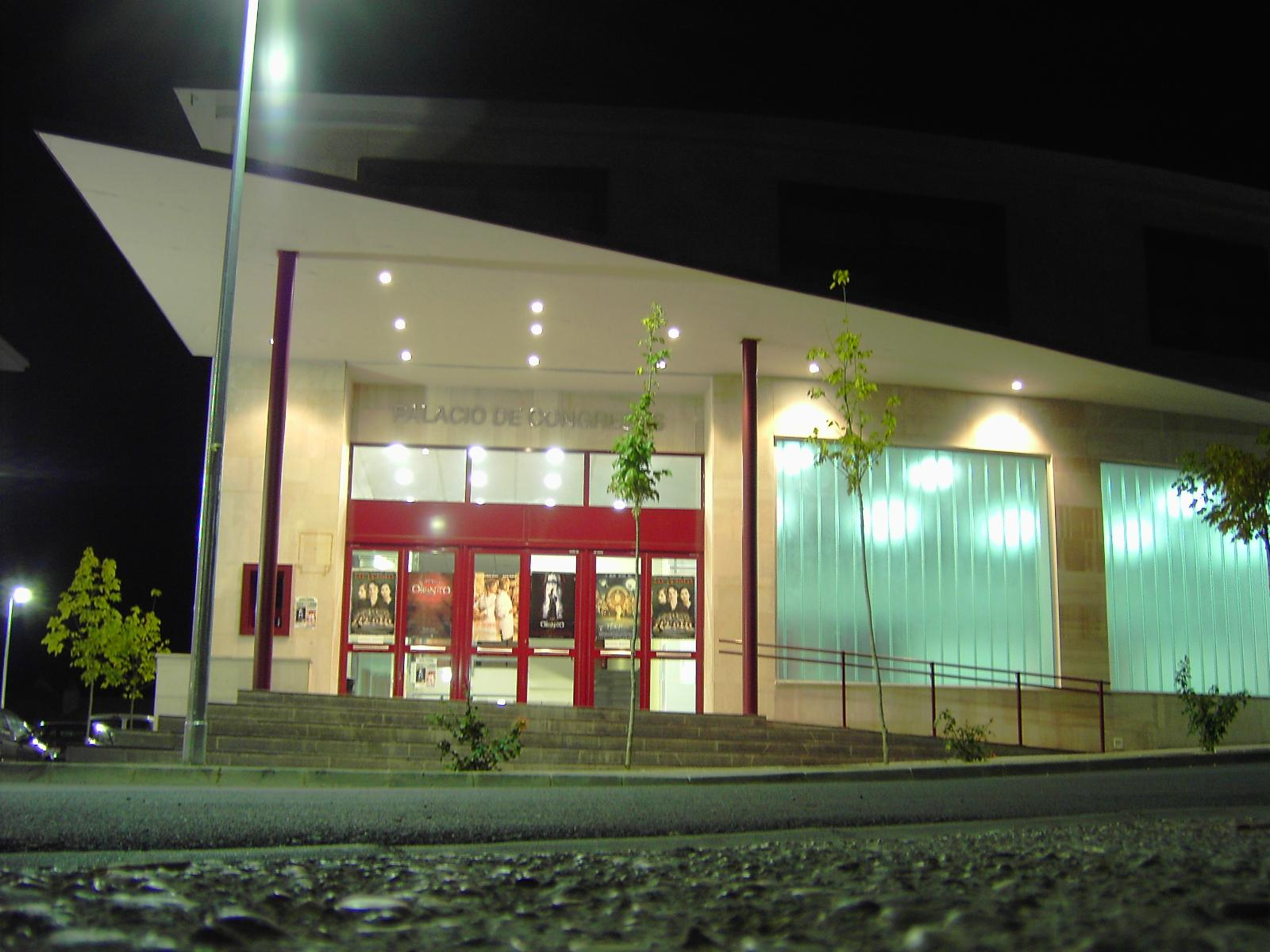
Palau de Congressos
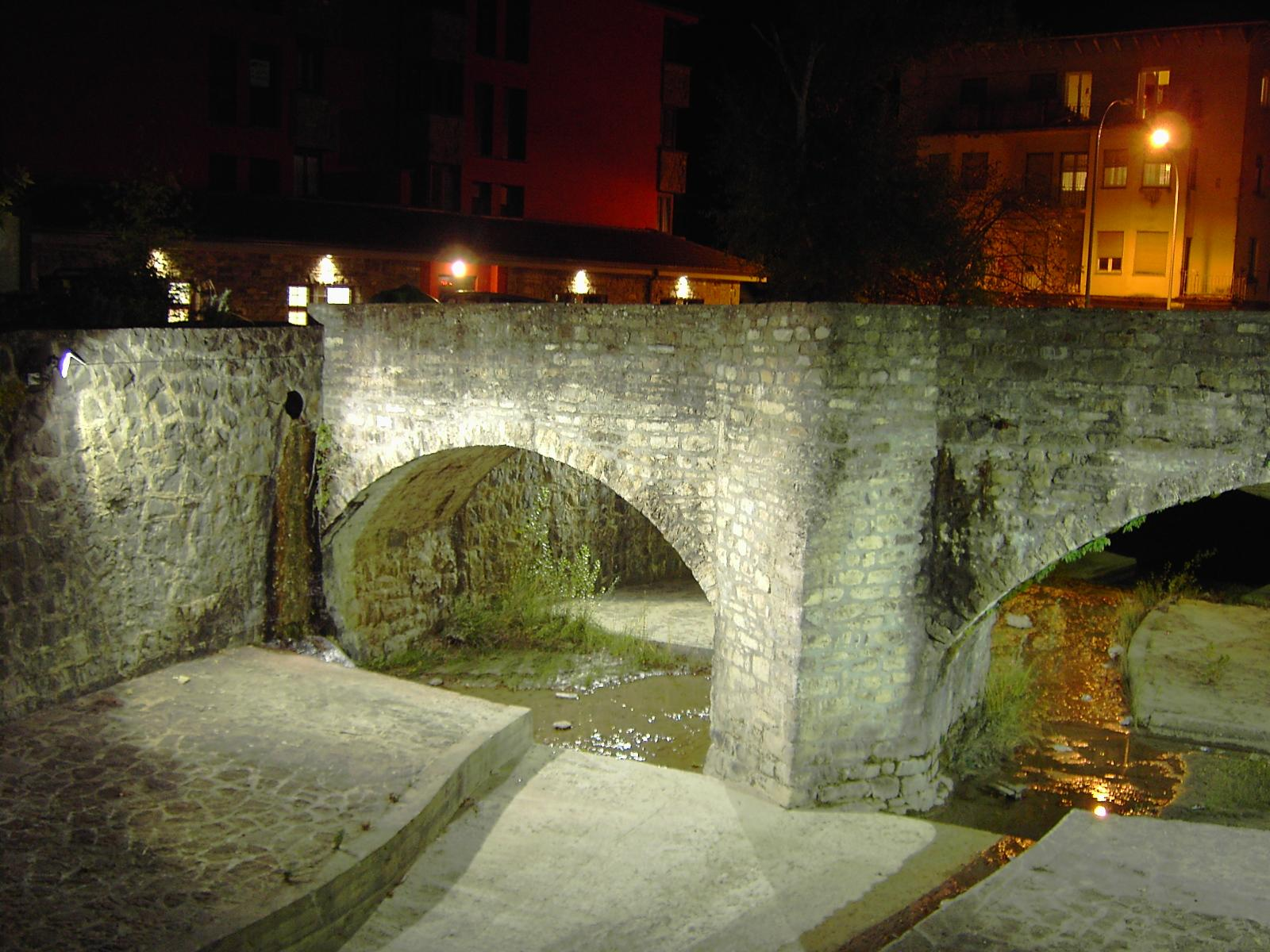
Pont

## Festes
- 20 de gener: Festa de San Pablo, amb foguera a la Plaça Major, ballant-se el palotiuau.
- 5 de febrer: Festa de les Aguedetas, o festa de les dones en honor de Santa Águeda.
- Fira Pirinenca del Senglar, en un cap de setmana itinerant de febrer o març.
- 23 d'abril, festa de San Jorge, patró d'Aragó.
- 21 a 23 de juliol: Festival Conspiremus.
- 24 al 27 d'agost: Festa de la Convivència.
- Tercer diumenge d'octubre: Fira de Tardor.
- 13 de desembre: Romeria a l'ermita de Santa Lucia.